# Bagienice Małe (Mrągowo)
Pour les articles homonymes, voir Bagienice Małe.
Bagienice Małe est un village de Pologne, situé dans le gmina de Mrągowo, dans le powiat de Mrągowo, dans la voïvodie de Varmie-Mazurie.
En 2021, le village compte 224 habitants.